# Document Style Semantics and Specification Language
DSSSL (Document Style Semantics and Specification Language) es un lenguaje para describir estilos en documentos. Se utiliza junto con jade/openjade para transformar documentos DocBook SGML/XML en archivos pdf o html. Actualmente los documentos sgml/xml se pueden transformar a otros formatos como ps, rtf, doc, etc.
Pues bien, para crear un documento DocBook hacen falta dos archivos, el que contiene la estructura del documento (basada en el dtd) y el que contiene el diseño del mismo. DSSSL describe la parte del diseño del documento, es decir, describe como se visualizará una vez acabado.
El creador de DSSSL es Norman Walsh, actualmente es el principal desarrollador de este lenguaje.DSSSL Project
Normalmente para modificar el diseño de un documento SGML mediante DSSSL, se parte de lo que se denomina DSSSL Modular. Es un conjunto de hojas de estilo DSSSL que creó Norman Walsh, y que por tanto establecen la base para crear nuestros propios diseños.
Para crear un diseño se parte de un archivo.dsl en el cual nosotros le indicamos que queremos modificar de DSSSL Modular.